# RDI économie
RDI économie est une émission consacrée à l'actualité économique diffusée sur ICI RDI depuis l'automne 2008. L'émission est présentée depuis sa création par Gérald Fillion et a remplacé Capital Actions qui traitait des mêmes questions sur le même tranche horaire (en semaine à 18 h 30) depuis la création de la chaîne en 1995. L'émission était appelée RDI en direct sur l'économie lors de sa première saison et a été renommée RDI économie à la rentrée d'automne 2009,,.
L'émission s'arrêtera le 4 septembre 2020 pour être remplacée dès le 7 septembre par Zone économie, émission d'une heure diffusée de 18 h à 19 h et traitant des mêmes questions.